# Hl. Dreifaltigkeit (Schloss Rosenau)

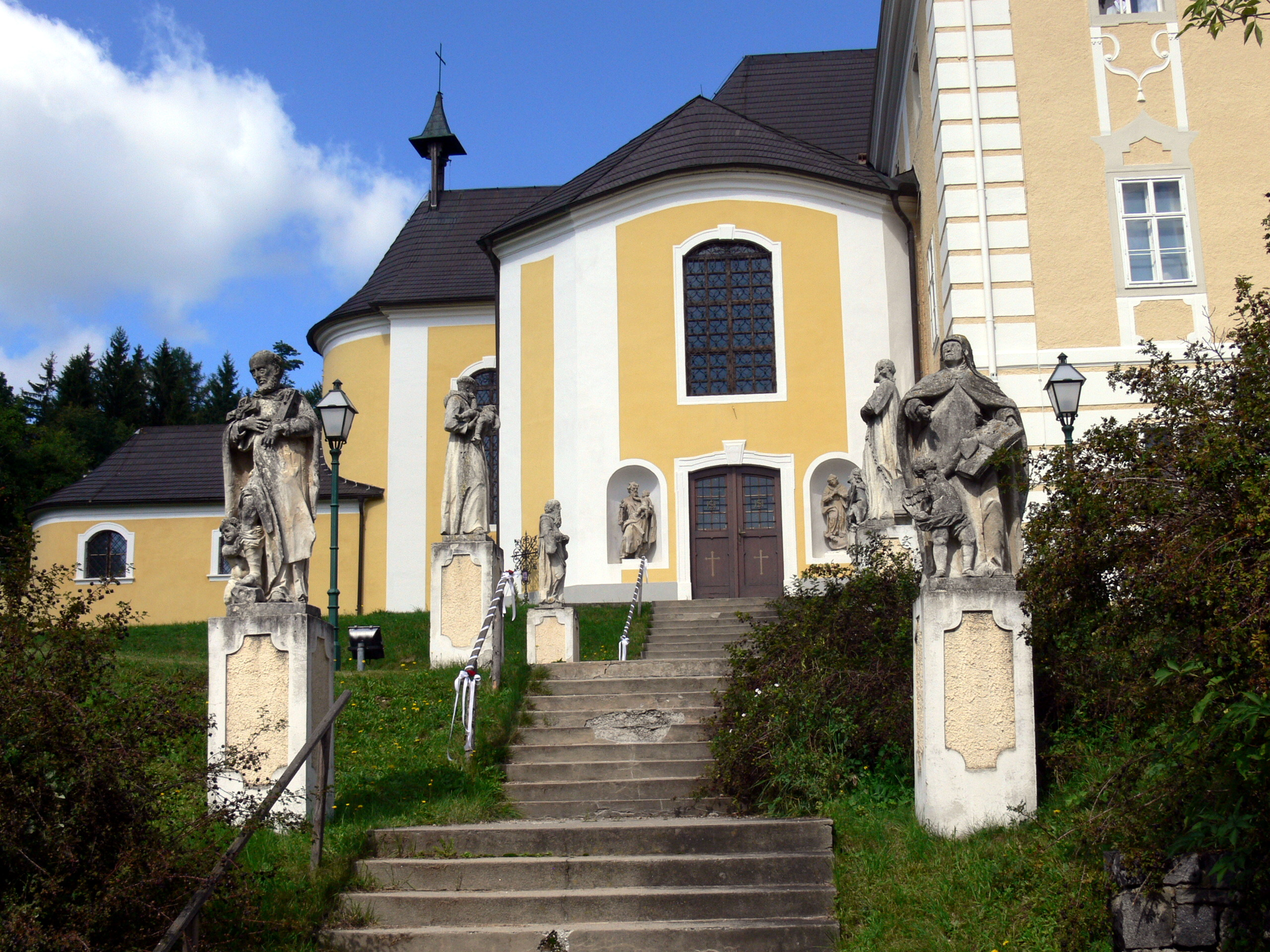
Aufgang zur Kirche

Die römisch-katholische Kirche Hl. Dreifaltigkeit an der Westseite von Schloss Rosenau im gleichnamigen Ort in Niederösterreich wurde 1739 geweiht und ein Jahr später zur Pfarrkirche erhoben. Sie gehört zum Dekanat Zwettl. Der barocke Zentralbau hat einen kreuzförmigen Grundriss. In seinen Ostarm ist die ältere Schlosskapelle integriert. Die Querarme sowie die Sakristei wurden 1767–1768 zugebaut. Planung und Ausführung fallen in die Regierungszeit des Grafen Leopold Christoph von Schallenberg, der gleichzeitig das angrenzende Renaissanceschloss im Stil des Barock umgestalten ließ. Die Kirche steht unter Denkmalschutz (Listeneintrag).

## Äußeres
Das Langhaus liegt in gleicher Höhe mit dem Schloss und hat im Norden und Süden etwas niedrigere symmetrische Querarme mit abgeschrägten Ecken. Der Chor mit leicht eingezogener Rundapsis und daran anschließender, rund geschlossener Sakristei ist etwa gleich hoch wie die Seitenschiffe. Die Fassade ist durch eine Putzgliederung und abgesetzte Flachbogenfenster gegliedert. Der südliche Querarm ist durch ein Flachbogenportal zugänglich, das von Rundbogennischen mit Figuren der hll. Maria und Josef aus der Zeit um 1768 flankiert wird.
An dem im Jahr 1968 neu angelegten Stiegenaufgang zum Portal befinden sich sechs barocke Statuen aus Sandstein. Die Statue vorne links stellt Rochus von Montpellier dar, die rechte Teresa von Ávila; in der Mitte Antonius von Padua und Felix von Valois; oben Franz von Paola und Donatus von Münstereifel.

## Inneres

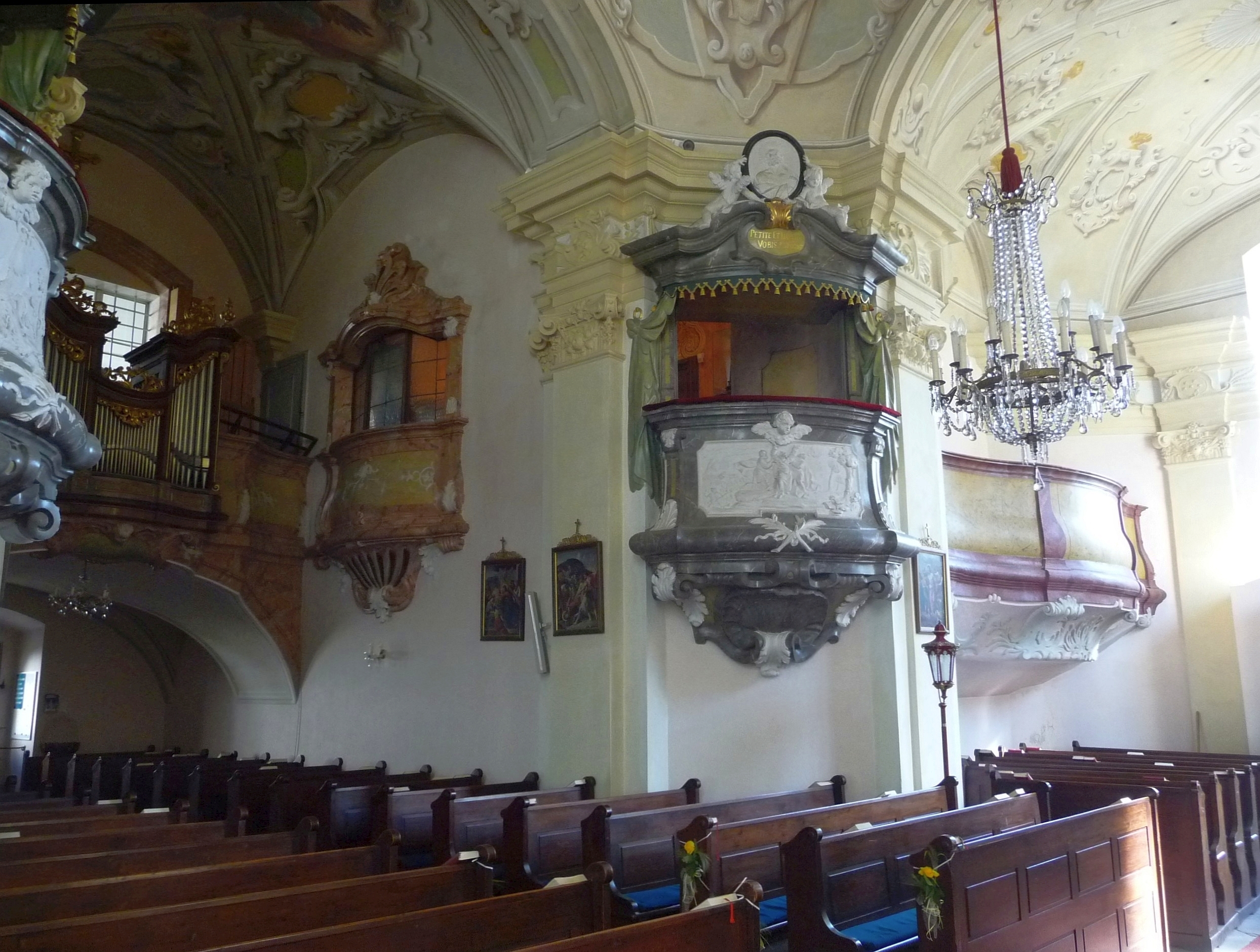
Von den Gemächern des Schlosses im 1. Stock aus betretbare Kirchenemporen für die Familie und das Personal der Schlossbesitzer

Trotz der unterschiedlichen Bauphasen zeigt der Innenraum eine einheitliche, barocke Raumwirkung.
Der in das Schloss integrierte Ostarm verfügt über ein Kreuzgratgewölbe. Er ist durch ein Rechteckportal zum Schlosshof hin geöffnet. Die einbogige und stichkappenunterwölbte Orgelempore mit geschwungener Brüstung ist mit Bandelwerkstuck dekoriert. An den Seiten des Langhauses liegen einander gegenüber zwei Emporen mit vorschwingenden Flachbogenöffnungen und gebauchten Brüstungen aus Stuckmarmor mit muschelförmigen Anläufen. Die Vierung mit abgeschrägten Ecken unter einer Flachkuppel verbindet die Seitenschiffe.
Die Querarme sind von Stichkappentonnen überwölbt, etwas schmäler als der Kuppelraum und an den Ecken abgeschrägt.
Der rechteckige Chor verfügt über ein Kreuzgrat- bzw. Kalottengewölbe und eine Halbkreisapsis. An der Ostwand liegen zwei breite Emporen mit geschweiften Brüstungen und rocaillenverzierten Anläufen. Die Räume sind durch Pilaster mit Kompositkapitellen und einem reich profilierten Gebälk mit stuckiertem Fries gegliedert. Sie weisen verschiedene freimaurerische und christliche Symbole auf.
Auf Deckenmalereien in der Kuppel sind die Verherrlichung des Namens Mariens und die Glorie des hl. Leopold abgebildet; das Fresko über der Orgel ein ‚Engelkonzert' aus der Zeit um 1739/1740 wird dem Barockmaler Paul Troger zugeschrieben.

## Einrichtung

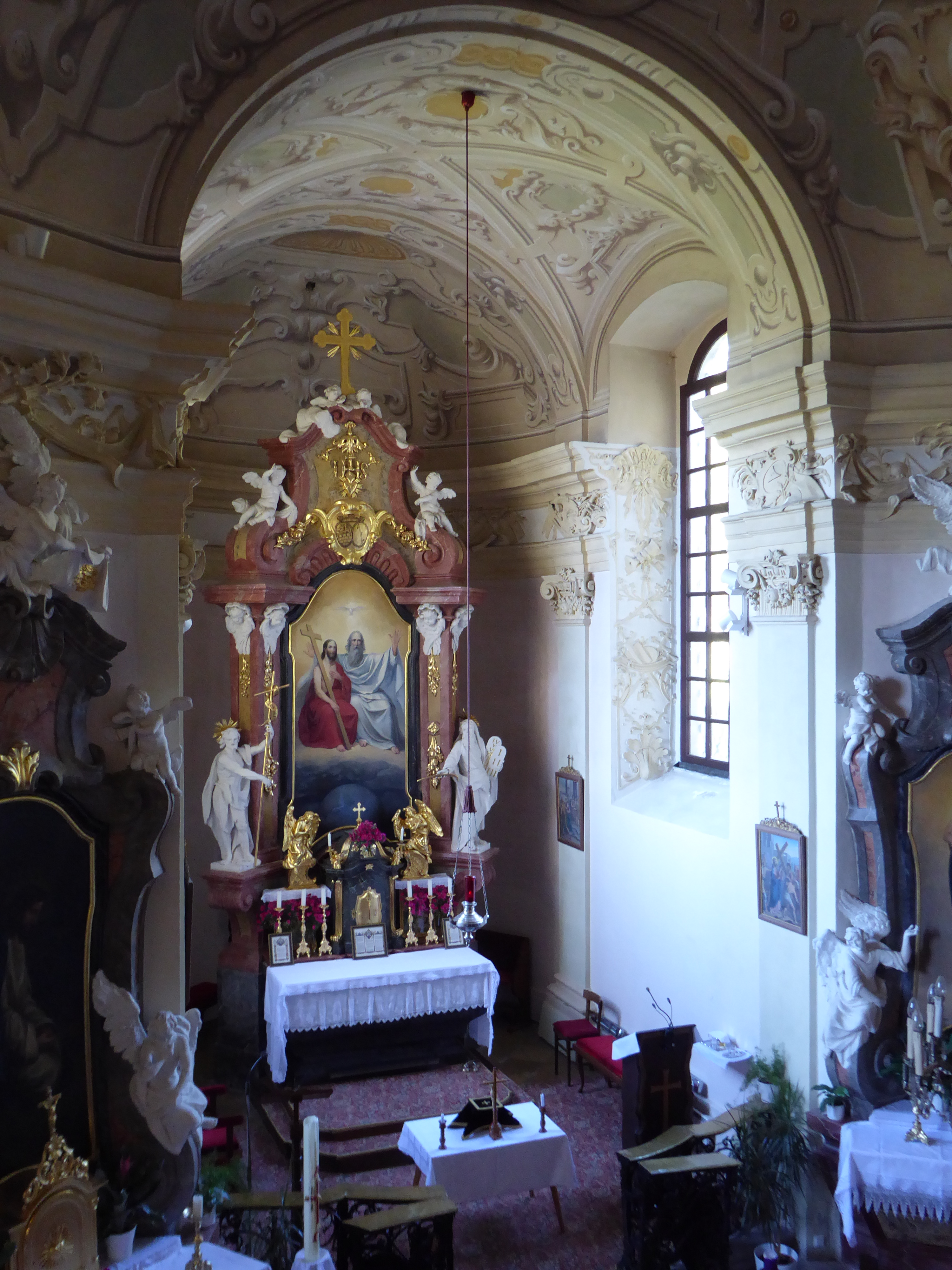
Hochaltar der Kirche

Zu der spätbarocken Einrichtung aus der Bauzeit gehören unter anderem zwei einander entsprechende Seitenaltäre und zwei Kanzeln aus Stuckmarmor. Der Hochaltar ist ein Sarkophagaltar mit einem Aufbau mit übereck gestellten Pfeilern, einem Volutenaufsatz mit dem Wappen der Familie Schallenberg, einem Altarblatt hl. Dreifaltigkeit, Seitenfiguren von Johannes und Moses und Putten am Aufsatz. Das Tabernakel wird von Engelfiguren flankiert. Die zwei einander entsprechenden Seitenaltäre haben Wandretabel mit Volutenrahmungen, seitliche Engelfiguren und Putten sowie Altarblätter aus der Zeit um 1900. Am linken Altarblatt ist Christus am Ölberg abgebildet, am rechten Maria mit Kind nach Raffael. Beide Kanzeln verfügen über geschwungene Brüstungen und Muschelanläufe. An der nördlichen ist ein Relief Bekehrung St. Pauli zu sehen, an der südlichen Moses in der Schlacht bei Raphidim. Die Volutengiebel der Kanzeln haben Ovalmedaillons mit Porträts der Evangelisten.
Die Orgel – ein Werk von Leopold Breinbauer aus dem Jahr 1895 – verfügt über ein barockes Gehäuse aus der zweiten Hälfte des 18. Jahrhunderts.
Zur weiteren Einrichtung zählen barocke Figuren der hll. Leopold und Florian, eine Kopie des Gnadenbildes von Maria Taferl, ein barockes Speisegitter mit einem Wappen der Familie Schallenberg-Gilleis sowie Glocken von Ferdinand Vötterlechner aus den Jahren 1743 und 1759.